# Steve Tavaglione
Steve Tavaglione is een Amerikaanse jazz fusionmuzikant, vooral bekend om zijn werk als mede-oprichter van de Latin fusion-groep Caldera met Jorge Strunz en Eduardo Del Barrio, zijn werk met bekende toetsenisten Scott Kinsey en John Beasley en werk in de televisie- en filmindustrie. Tavaglione woont in Zuid-Californië en is een toonaangevende studiomuzikant voor televisieprogramma's zoals CSI, CSI: NY, Charmed en films zoals Bridge of Spies, Alpha Dog, WALL-E, Finding Nemo, Road to Perdition en American Beauty. Tavaglione bracht ook de solo-platen Blue Tav uit in 1990 en Silent Singing in 1997. Hij nam op en trad op met Dave Weckl, Sly & The Family Stone, Roger Waters, Jimmy Earl, Steve Winwood, David Crosby en vele anderen.
- Bibliothèque nationale de France: cb139833219 (data)
- Gemeinsame Normdatei: 134603435
- International Standard Name Identifier: 0000 0000 5517 480X
- Library of Congress Control Number: no98016419
- MusicBrainz: 0ed7f124-8da6-47cb-8f26-5ab64c98fd97
- Nationale Bibliotheek van Israël: 987007324792105171
- Virtual International Authority File: 39571035
- WorldCat: E39PBJgMyC488q6X8QjHBrQXh3